# Sebastián Montoya
Sebastián Montoya (Miami, 2005. április 11. –) amerikai autóversenyző, a FIA Formula–2 bajnokságban versenyez. Apja, Juan Pablo Montoya, kolumbiai származású, az IndyCarban többszörös futamgyőztes. Háromgyermekes családba született, két nővére van.

A Florida Winter Tour sorozatban kezdett versenyezni. 2016-ban Angliába költözött, hogy a Páneurópai Gokart-bajnokságban versenyezzen.
2020-ban, tizenöt évesen debütált együléses kategóriákban.
2021-ben a dán Formula 3-as versenyző Oliver Goethe visszatért az Euroformula sorozatba a rossz eredményei miatt. Helyette Montoyát választották versenyzőnek. Montoya ekkor már felvette a kolumbiai állampolgárságot. A mezőny többi tagjához képest jóval lemaradó Campos autóval viszonylag sikeres volt, többször is végzett pontszerző helyen az amerikai versenyző.
2023-tól teljes jogú versenyzőként indult a Formula–3-ban. Melbourne-ben ismét folytatódott a sikersorozata, eredetileg harmadik helyen ért be, azonban a futamot megnyerő versenyző kizárása miatt előléptették, második lett.

## Eredményei

### Karrier összefoglaló
| Szezon | Bajnokság                                 | Csapat                      | Verseny | Győzelem | Pole | Leggyorsabb kör | Dobogós helyezés | Pont | Helyezés |
| ------ | ----------------------------------------- | --------------------------- | ------- | -------- | ---- | --------------- | ---------------- | ---- | -------- |
| 2020   | ADAC Formula–4-bajnokság                  | Prema Powerteam             | 6       | 0        | 0    | 0               | 0                | 10   | 17.      |
| 2020   | Olasz Formula–4-bajnokság                 | Prema Powerteam             | 20      | 0        | 0    | 0               | 0                | 81   | 11.      |
| 2021   | ADAC Formula–4-bajnokság                  | Prema Powerteam             | 6       | 0        | 0    | 2               | 3                | 72   | 9.       |
| 2021   | Olasz Formula–4-bajnokság                 | Prema Powerteam             | 21      | 0        | 2    | 4               | 9                | 194  | 4.       |
| 2022   | Formula Regionális Ázsia-bajnokság        | Mumbai Falcons India Racing | 9       | 2        | 3    | 2               | 3                | 92   | 7.       |
| 2022   | Formula Regionális Európa-bajnokság       | Prema Racing                | 20      | 0        | 0    | 0               | 0                | 44   | 13.      |
| 2022   | IMSA SportsCar Championship - LMP2        | DragonSpeed - 10 Star       | 3       | 0        | 0    | 0               | 1                | 893  | 13.      |
| 2022   | FIA Formula–3 bajnokság                   | Campos Racing               | 2       | 0        | 0    | 0               | 0                | 7    | 21.      |
| 2023   | FIA Formula–3 bajnokság                   | Hitech Pulse-Eight          | 18      | 0        | 0    | 0               | 1                | 37   | 16.      |
| 2023   | Formula Regionális Közel-keleti-bajnokság | Hitech Grand Prix           | 15      | 0        | 0    | 0               | 0                | 12   | 21.      |
| 2023   | European Le Mans Series - LMP2 Pro-Am     | DragonSpeed USA             | 6       | 0        | 0    | 1               | 0                | 44   | 7.       |
| 2023   | Makaói nagydíj                            | Campos Racing               | 1       | 0        | 0    | 0               | 0                | –    | Hn       |
| 2024   | FIA Formula–3 bajnokság                   | Campos Racing               | 20      | 0        | 0    | 0               | 1                | 40   | 17.      |
| 2025   | FIA Formula–2 bajnokság                   | Prema Racing                | 11      | 0        | 0    | 0               | 2                | 36*  | 9*       |

* A szezon jelenleg is zajlik.

### Teljes német Formula–4-bajnokság eredménysorozata
(Táblázat értelmezése)

(Félkövér: pole-pozícióból indult; dőlt: leggyorsabb kört futott) 

| Év   | Csapat          | 1       | 2       | 3       | 4        | 5        | 6         | 7        | 8        | 9       | 10     | 11     | 12     | 13    | 14    | 15    | 16     | 17     | 18     | 19    | 20    | 21    | Helyezés | Pont |
| ---- | --------------- | ------- | ------- | ------- | -------- | -------- | --------- | -------- | -------- | ------- | ------ | ------ | ------ | ----- | ----- | ----- | ------ | ------ | ------ | ----- | ----- | ----- | -------- | ---- |
| 2020 | Prema Powerteam | LAU1 1  | LAU1 2  | LAU1 3  | NÜR1 1 8 | NÜR1 2 8 | NÜR1 3 11 | HOC 1 13 | HOC 2 Ki | HOC 3 9 | NÜR2 1 | NÜR2 2 | NÜR2 3 | RBR 1 | RBR 2 | RBR 3 | LAU2 1 | LAU2 2 | LAU2 3 | OSC 1 | OSC 2 | OSC 3 | 17.      | 10   |
| 2021 | Prema Powerteam | RBR 1 2 | RBR 2 7 | RBR 3 7 | ZAN 1 2  | ZAN 2 8  | ZAN 3 2   | NÜR 1    | NÜR 2    | NÜR 3   | HOC1 1 | HOC1 2 | HOC1 3 | SAC 1 | SAC 2 | SAC 3 | HOC2 1 | HOC2 2 | HOC2 3 |       |       |       | 9.       | 72   |

### Teljes olasz Formula–4-bajnokság eredménysorozata
(Táblázat értelmezése)

(Félkövér: pole-pozícióból indult; dőlt: leggyorsabb kört futott) 

| Év   | Csapat          | 1         | 2       | 3       | 4         | 5         | 6        | 7       | 8        | 9       | 10       | 11       | 12      | 13      | 14       | 15       | 16       | 17         | 18       | 19       | 20      | 21       | Helyezés | Pont |
| ---- | --------------- | --------- | ------- | ------- | --------- | --------- | -------- | ------- | -------- | ------- | -------- | -------- | ------- | ------- | -------- | -------- | -------- | ---------- | -------- | -------- | ------- | -------- | -------- | ---- |
| 2020 | Prema Powerteam | MIS 1 8   | MIS 2 5 | MIS 3 5 | IMO1 1 Ki | IMO1 2 14 | IMO1 3 7 | RBR 1 9 | RBR 2 28 | RBR 3 7 | MUG 1 Ki | MUG 2 10 | MUG 3 7 | MNZ 1 5 | MNZ 2 8  | MNZ 3 6  | IMO2 1 6 | IMO2 2 26† | IMO2 3 7 | VLL 1 25 | VLL 2 T | VLL 3 13 | 11.      | 81   |
| 2021 | Prema Powerteam | LEC 1 35† | LEC 2 4 | LEC 3 5 | MIS 1 6   | MIS 2     | MIS 3    | VLL 1 2 | VLL 2 Ki | VLL 3 2 | IMO 1 Ki | IMO 2 8  | IMO 3   | RBR 1 3 | RBR 2 Ki | RBR 3 Ki | MUG 1 3  | MUG 2      | MUG 3 28 | MNZ 1 5  | MNZ 2   | MNZ 3 Ki | 4.       | 194  |

† A versenyt nem fejezte be, de helyezését értékelték, mert a versenytáv több, mint 90%-át teljesítette.

### Teljes Formula Regionális Ázsia-bajnokság eredménysorozata
(Táblázat értelmezése)

(Félkövér: pole-pozícióból indult; dőlt: leggyorsabb kört futott) 

| Év   | Csapat                      | 1     | 2       | 3        | 4       | 5        | 6        | 7     | 8       | 9       | 10    | 11    | 12    | 13    | 14    | 15    | Helyezés | Pont |
| ---- | --------------------------- | ----- | ------- | -------- | ------- | -------- | -------- | ----- | ------- | ------- | ----- | ----- | ----- | ----- | ----- | ----- | -------- | ---- |
| 2022 | Mumbai Falcons India Racing | ABU 1 | ABU 2 4 | ABU 3 10 | DUB 1 3 | DUB 2 Ki | DUB 3 19 | DUB 1 | DUB 2 9 | DUB 3 4 | DUB 1 | DUB 2 | DUB 3 | ABU 1 | ABU 2 | ABU 3 | 7.       | 92   |

### Teljes Formula Regionális Közép-Kelet-bajnokság eredménysorozata
(Táblázat értelmezése)

(Félkövér: pole-pozícióból indult; dőlt: leggyorsabb kört futott) 

| Év   | Csapat            | 1         | 2         | 3         | 4         | 5         | 6         | 7         | 8        | 9         | 10        | 11       | 12        | 13       | 14       | 15        | Helyezés | Pont |
| ---- | ----------------- | --------- | --------- | --------- | --------- | --------- | --------- | --------- | -------- | --------- | --------- | -------- | --------- | -------- | -------- | --------- | -------- | ---- |
| 2023 | Hitech Grand Prix | DUB1 1 15 | DUB1 2 17 | DUB1 3 18 | KUW1 1 Ki | KUW1 2 Ki | KUW1 3 16 | KUW2 1 12 | KUW2 2 6 | KUW2 3 13 | DUB2 1 14 | DUB2 2 8 | DUB2 3 12 | ABU 1 12 | ABU 2 16 | ABU 3 21† | 21.      | 12   |

† A versenyt nem fejezte be, de helyezését értékelték, mert a versenytáv több, mint 90%-át teljesítette.

### Teljes Formula Regionális Európa-bajnokság eredménysorozata
(Táblázat értelmezése)

(Félkövér: pole-pozícióból indult; dőlt: leggyorsabb kört futott) 

| Év   | Csapat       | 1       | 2       | 3       | 4        | 5        | 6        | 7        | 8        | 9       | 10      | 11       | 12      | 13       | 14       | 15       | 16       | 17       | 18       | 19       | 20       | Helyezés | Pont |
| ---- | ------------ | ------- | ------- | ------- | -------- | -------- | -------- | -------- | -------- | ------- | ------- | -------- | ------- | -------- | -------- | -------- | -------- | -------- | -------- | -------- | -------- | -------- | ---- |
| 2022 | Prema Racing | MNZ 1 8 | MNZ 2 8 | IMO 1 4 | IMO 2 Ki | MCO 1 17 | MCO 2 14 | LEC 1 11 | LEC 2 11 | ZAN 1 6 | ZAN 2 4 | HUN 1 16 | HUN 2 8 | SPA 1 16 | SPA 2 13 | RBR 1 32 | RBR 2 17 | CAT 1 13 | CAT 2 15 | MUG 1 12 | MUG 2 20 | 13.      | 44   |

### Teljes FIA Formula–3 bajnokság eredménysorozata
(Táblázat értelmezése)

(Félkövér: pole-pozícióból indult; dőlt: leggyorsabb kört futott) 

| Év   | Csapat             | 1          | 2          | 3         | 4          | 5          | 6           | 7          | 8          | 9          | 10         | 11         | 12         | 13         | 14         | 15         | 16         | 17         | 18         | 19         | 20         | Helyezés | Pont |
| ---- | ------------------ | ---------- | ---------- | --------- | ---------- | ---------- | ----------- | ---------- | ---------- | ---------- | ---------- | ---------- | ---------- | ---------- | ---------- | ---------- | ---------- | ---------- | ---------- | ---------- | ---------- | -------- | ---- |
| 2022 | Campos Racing      | BHR SPR    | BHR FEA    | IMO SPR   | IMO FEA    | CAT SPR    | CAT FEA     | SIL SPR    | SIL FEA    | RBR SPR    | RBR FEA    | HUN SPR    | HUN FEA    | SPA SPR    | SPA FEA    | ZAN SPR 8  | ZAN FEA 8  | MNZ SPR    | MNZ FEA    |            |            | 21.      | 7    |
| 2023 | Hitech Pulse-Eight | BHR SPR 10 | BHR FEA 9  | MEL SPR 2 | MEL FEA Ki | MON SPR 7  | MON FEA Kiz | CAT SPR 26 | CAT FEA 7  | RBR SPR 9  | RBR FEA 20 | SIL SPR 8  | SIL FEA 10 | HUN SPR Ki | HUN FEA 24 | SPA SPR Ki | SPA FEA 6  | MNZ SPR 12 | MNZ FEA Ki |            |            | 16.      | 37   |
| 2024 | Campos Racing      | BHR SPR 18 | BHR FEA 17 | MEL SPR 8 | MEL FEA 6  | IMO SPR 25 | IMO FEA 10  | MON SPR 18 | MON FEA 15 | CAT SPR Ki | CAT FEA 12 | RBR SPR Ki | RBR FEA Ki | SIL SPR 7  | SIL FEA Ki | HUN SPR 19 | HUN FEA 19 | SPA SPR 5  | SPA FEA 2  | MNZ SPR 11 | MNZ FEA 21 | 17.      | 40   |